# Shah Rukh Khan
Shah Rukh Khan (hindi: शाहरुख़ ख़ान, urdu: شاه رخ خان, nazywany „SRK” i „King Khan”, ur. 2 listopada 1965 w Talwar Nursing Home w Nowym Delhi) – indyjski aktor, producent filmowy, oraz osobowość telewizyjna; ikona indyjskiej popkultury. Laureat czterech nagród IIFA, oraz trzynastu nagród Filmfare. Ponadto, wraz z żoną Gauri Khan, współzałożyciel i współprzewodniczący firmy producenckiej Red Chillies Entertainment, a także właściciel krykietowej drużyny Kolkata Knight Riders, grającej w Indian Premier League.

## Życiorys
Urodzony w muzułmańskiej rodzinie. Jego ojciec pochodził z rodziny Pasztunów z Peszawaru w dzisiejszym Pakistanie, zmarł gdy Shahrukh miał 16 lat, a matka zmarła 10 lat później. Studiował na Uniwersytecie Jamiya Miliya Islamiya. Aktor karierę zaczynał od występów w teatrze. Szerszej publiczności dał się poznać w 1988 roku, dzięki roli w popularnym serialu Fauji. W 1991 r. poślubił swoją ukochaną, Gauri Chibber. Potem już w 1992 roku przyszedł pierwszy poważny sukces – za rolę w filmie Deewana aktor uhonorowany został nagrodą Filmfare dla najlepszego debiutanta. Kolejne filmy, m.in.: Strach, Ryzykant, Żona dla zuchwałych, Coś się dzieje czy Czasem słońce, czasem deszcz ugruntowały pozycję Shah Rukh Khana jako jednego z najpopularniejszych aktorów w Indiach.
Aktor posiada własną markę perfum – Tiger Eyes of Shahrukh Khan. Jest również twarzą wielu produktów – najczęściej kojarzony jest z koncernem Pepsi.
Od stycznia 2007 aktor przejął po Amitabh Bachchanie cieszący się popularnością program telewizyjny „Kaun Banega Crorepati” (indyjską wersję „Milionerów”). Pod koniec pierwszej połowy 2008 roku prowadził teleturniej Kya Aap Paanchvi Paas Se Tez Hain (indyjski odpowiednik „Czy jesteś mądrzejszy od 5-klasisty?”).
Od 2008 jest współwłaścicielem drużyny krykietowej Kolkata Knight Riders.
Shah Rukh Khan jest dziś ikoną bollywoodzkiego przemysłu filmowego i gwiazdą otoczoną miłością fanów. O życiu aktora oraz fenomenie i kulisach barwnego świata Bollywoodu napisała książkę „Król Bollywoodu. Shah Rukh Khan” indyjska pisarka Anupama Chopra. (Warszawa 2008, Wydawnictwo Prószyński i S-ka SA, ISBN 978-83-7469-884-9)

## Odznaczenia
- 2005 Order Padma Shri
- 2007 Order Sztuki i Literatury (Francja)[5]
- 2014 Kawaler Legii Honorowej (Francja)[6]

## Filmografia
| Rok  | Tytuł                                | Rola | Uwagi                                 | |
| ---- | ------------------------------------ | ---- | ------------------------------------- | --- |
| 2027 | Pathaan 2                            |      | Pathaan                               | |
| 2026 | King                                 |      |                                       | reż. Sujoy Ghosh |
| 2023 | Dunki                                |      | Hardayal "Hardy" Singh Dhillon        | reż. Rajkumar Hirani |
| 2023 | Tiger 3                              |      | Pathaan                               | występ gościnny |
| 2023 | Jawan                                |      | Vikram Rathore / Azad Rathore         | reż. Atlee Kumar |
| 2023 | Pathaan                              |      | Pathaan                               | reż. Siddharth Anand |
| 2022 | Brahmastra: Part One – Shiva         |      | Mohan Bhargav                         | Występ gościnny |
| 2022 | Laal Singh Chaddha                   |      | On sam                                | Występ gościnny |
| 2022 | Rocketry: The Nambi Effect           |      | On sam                                | Występ gościnny |
| 2019 | The Zoya Factor                      |      | Narrator                              | |
| 2018 | Zero                                 |      | Bauaa Singh                           | reż. Aanand L. Rai |
| 2017 | Jab Harry Met Sejal                  |      | Harinder „Harry” Singh Nehra          | reż. Imtiaz Ali |
| 2017 | Raees                                |      | Raees                                 | reż. Rahul Dholakia |
| 2016 | Dear Zindagi                         |      | Jehangir „Jug” Khan                   | reż. Gauri Shinde |
| 2016 | Serce nie sługa (Ae dil hai mushkil) |      | Tahir Taliyar Khan                    | Pojawił się w jednej scenie, ale dialogi z niej stały się bardzo popularne |
| 2016 | Fan                                  |      | Gaurav Chadana/ Aryan Khanna          | reż. Maneesh Sharma |
| 2015 | Dilwale                              |      | Kaali/Ray                             | reż. Rohit Shetty, nominacja do Nagrody Filmfare dla Najlepszego Aktora; grają: Kajol, Varun Dhawan, Kriti Sanon, Johnny Lever                                                                                                 |
| 2014 | Happy New Year                       |      | Chandramohan Manohar Sharma (Charlie) | reż. Farah Khan, grają Sonu Sood; Boman Irani; Shah Vivaan; Deepika Padukone; Abhishek Bachchan |
| 2013 | Pospieszny do Chennai                |      | Rahul Mithaiwala                      | reż. Rohit Shetty, gra Deepika Padukone |
| 2012 | Jab Tak Hai Jaan                     |      | Samar Anand                           | reż. Yash Chopra, grają Anushka Sharma, Katrina Kaif |
| 2011 | Don 2 – The Chase Continues          |      | Don                                   | reż. Farhan Akhtar |
| 2011 | Ra.One                               |      | Shekhar/G.One                         | reż. Anubhav Sinha; gra Kareena Kapoor |
| 2010 | Nazywam się Khan                     |      | Rizvan Khan                           | Nagroda Filmfare dla Najlepszego Aktora |
| 2009 | Odnaleziony narzeczony               |      | Pawan Raj Gandhim                     | Rola drugoplanowa |
| 2009 | Billo Barber                         |      | Sahir Khan                            | produkcja własna, występ gościnny, reż. Priyadarshan, grają Irrfan Khan, Lara Dutta |
| 2008 | Do zakochania jeden krok             |      | Surinder Sahni/Raj Kapoor             | reż. Aditya Chopra, gra Anushka Sharma |
| 2008 | Krazzy 4                             |      | gościnny występ w piosence Break Free | |
| 2008 | Kismat Konnection                    |      |                                       | występ gościnny, narrator (początek filmu) |
| 2008 | Shaurya                              |      |                                       | występ gościnny, narrator |
| 2008 | Bhoothnath                           |      | Aditya Sharma                         | występ gościnny, rozszerzony do roli drugoplanowej |
| 2007 | Om Shanti Om                         |      | Om Prakash Makhija/ Om Kapoor         | nominacja do Nagrody Filmfare dla Najlepszego Aktora |
| 2007 | Heyy Babyy                           |      | Raj Malhotra                          | występ gościnny w piosence ‘Mast Kalandar’ |
| 2007 | Naprzód, Indie!                      |      | Kabir Khan, trener hokeja             | Nagroda Star Screen dla Najlepszego Aktora Nagroda Filmfare dla Najlepszego Aktora Nagroda IIFA dla Najlepszego Aktora |
| 2007 | I See You                            |      |                                       | występ gościnny (uliczny gitarzysta, napisy początkowe) |
| 2006 | Don                                  |      | Don/ Vijay                            | nominacja do Nagrody Filmfare dla Najlepszego Aktora |
| 2006 | Nigdy nie mów żegnaj                 |      | Dev Saran                             | nominacja do Nagrody Filmfare dla Najlepszego Aktora nominacja do Nagrody GIFA dla Najlepszego Aktora Nagroda Star Screen dla Pary nr 1 (z Rani Mukerji)                                                                       |
| 2006 | Alag                                 |      |                                       | występ w piosence ‘Sabsey Alag’ (napisy końcowe) |
| 2005 | Sekret                               |      | Kishan/ Duch                          | nominacja do Nagrody IIFA dla Najlepszego Aktora |
| 2005 | Czas zguby                           |      |                                       | produkcja własna, występ gościnny w piosence ‘Kaal Dhamaal’ (napisy początkowe) |
| 2005 | Silsilay                             |      | Sutradhar                             | występ gościnny |
| 2005 | Kuchh Meetha Ho Jaye                 |      |                                       | siebie samego (występ gościnny) |
| 2004 | Jestem przy tobie                    |      | Mjr Ram Prasad Sharma                 | nominacja do Nagrody Filmfare dla Najlepszego Aktora |
| 2004 | Veer-Zaara                           |      | Veer Pratap Singh                     | nominacja do Nagrody Filmfare dla Najlepszego Aktora Nagroda Star Screen dla Najlepszego Aktora Nagroda Zee Cine dla Najlepszego Aktora Nagroda IIFA dla Najlepszego Aktora Nagroda Star Screen dla Pary nr 1 (z Preity Zintą) |
| 2004 | Mój kraj                             |      | Mohan Bhargav                         | Nagroda Filmfare dla Najlepszego Aktora Nagroda GIFA dla Najlepszego Aktora |
| 2004 | Miłości nie oszukasz                 |      | Dushant                               | zdubbingowany przez innego aktora |
| 2003 | Chalte Chalte – Blisko siebie        |      | Raj Mathur                            | Nagroda MTV – 2004 za najlepszy występ męski (w piosence „Tauba Tumhare Ye Ishare”) |
| 2003 | Gdyby jutra nie było                 |      | Aman Mathur                           | nominacja do Nagrody Filmfare dla Najlepszego Aktora Nagroda Zee Cine – Superstar 2004 |
| 2002 | Devdas                               |      | Devdas Mukherjee                      | Nagroda Filmfare dla Najlepszego Aktora Nagroda Star Screen dla Najlepszego Aktora Nagroda Zee Cine dla Najlepszego Aktora Nagroda IIFA dla Najlepszego Aktora Nagroda Star Screen dla Pary nr 1 (z Aishwaryą Rai)             |
| 2002 | Należę do ciebie, kochanie           |      | Gopal                                 | |
| 2002 | Shakti: The Power                    |      | Jaisingh                              | występ gościnny |
| 2002 | Ukochana                             |      | Yeshwant Rao                          | występ gościnny |
| 2001 | Czasem słońce, czasem deszcz         |      | Rahul Raichand                        | nominacja do Nagrody Filmfare dla Najlepszego Aktora Nagroda AIFA dla Najlepszego Aktora Nagroda Star Screen dla Pary nr 1 (z Kajol)                                                                                           |
| 2001 | Aśoka Wielki                         |      | Aśoka                                 | produkcja własna Nagroda AIFA Krytyków dla Najlepszego Aktora |
| 2001 | One 2 Ka 4                           |      | Arun Verma                            | |
| 2000 | Moje serce bije po indyjsku          |      | Ajay Bakshi                           | produkcja własna |
| 2000 | Hey Ram                              |      | Amjad Ali Khan                        | rola drugoplanowa |
| 2000 | Namiętność                           |      | Max                                   | Przywódca gangu „Orłów” |
| 2000 | Har Dil Jo Pyaar Karega              |      | Rahul                                 | gościnny występ |
| 2000 | Miłość żyje wiecznie                 |      | Raj Aryan Malhotra                    | Nagroda Filmfare Krytyków dla Najlepszego Aktora nominacja do Nagrody Filmfare dla Najlepszego Aktora Nagroda AGFA dla Najlepszego Aktora                                                                                      |
| 2000 | Gaja Gamini                          |      |                                       | gościnny występ |
| 1999 | Król serca                           |      | Raj „Baadshah”                        | nominacja do Nagrody Filmfare dla Najlepszego Aktora Komediowego |
| 1998 | Coś się dzieje                       |      | Rahul Khanna                          | Nagroda Filmfare dla Najlepszego Aktora Nagroda Zee Cine dla Najlepszego Aktora |
| 1998 | Dil Se – Z całego serca              |      | Amarkanth Varma                       | |
| 1998 | Sobowtór                             |      | Bablu Chaudhary/ Manu Dada            | nominacja do Nagrody Filmfare za Najlepszą Rolę Negatywną |
| 1997 | Serce jest szalone                   |      | Rahul                                 | Nagroda Filmfare dla Najlepszego Aktora Nagroda Zee Cine dla Najlepszego Aktora |
| 1997 | Miłość czy pieniądze?                |      | Rahul                                 | nominacja do Nagrody Filmfare dla Najlepszego Aktora |
| 1997 | Węgiel                               |      | Shankar                               | |
| 1997 | Gudgudee                             |      |                                       | gościnny występ |
| 1997 | Obca ziemia                          |      | Arjun Saagar                          | |
| 1996 | Dushman Duniya Ka                    |      | Bandru (rikszarz)                     | występ gościnny, rozszerzony do roli drugoplanowej |
| 1996 | Army                                 |      | Arjun Singh                           | występ gościnny, rozszerzony do roli drugoplanowej |
| 1996 | Chaahat                              |      | Roop Rathore                          | |
| 1996 | Młodzieniec z Anglii i Hinduska      |      | Vikram/Hari/Gopal Mayar               | |
| 1995 | Żona dla zuchwałych                  |      | Raj Malhotra                          | Nagroda Filmfare dla Najlepszego Aktora Nagroda Star Screen dla Najlepszego Aktora |
| 1995 | Guddu                                |      | Guddu Bahadur                         | |
| 1995 | Karan Arjun                          |      | Arjun Singh/ Vijay                    | |
| 1995 | Oh Darling Yeh Hai India             |      | bohater                               | |
| 1995 | Na drodze miłości                    |      | Ram Jaane                             | |
| 1995 | Trimurti                             |      | Romi Singh                            | |
| 1995 | Szalona miłość                       |      | Rahul Malhotra                        | |
| 1994 | Anjaam                               |      | Vijay Agnihotri                       | Nagroda Filmfare za Najlepszą Rolę Negatywną |
| 1994 | Czasem tak, czasem nie               |      | Sunil                                 | Nagroda Filmfare Krytyków dla Najlepszego Aktora nominacja do Nagrody Filmfare dla Najlepszego Aktora |
| 1993 | Ryzykant                             |      | Ajay Sharma/ Vicky Malhotra           | Nagroda Filmfare dla Najlepszego Aktora |
| 1993 | Strach                               |      | Rahul Mehra                           | nominacja do Nagrody Filmfare za Najlepszą Rolę Negatywną |
| 1993 | King Uncle                           |      | Anil Bansal                           | |
| 1992 | Dil Aashna Hai                       |      | Karan D. Singh                        | |
| 1992 | Cuda się zdarzają                    |      | Sundar Srivasttava                    | |
| 1992 | Maya Memsaab                         |      | Lalit                                 | |
| 1992 | Raju, gentleman w każdym calu        |      | Raj „Raju” Mathur                     | |
| 1992 | Deewana                              |      | Raja Sahay                            | Nagroda Filmfare za Najlepszy Debiut |

## Występy w telewizji
- Zor Ka Jhatka 2011 – prowadzący
- Knights & Angels 2009 – producent i gość
- Oye! It's Friday 2009 – gość (2 epizody)
- Kya Aap Paanchvi Pass Se Tez Hain 2008 – prowadzący program
- Nach Baliye 2008 – gość
- Kaun Banega Crorepati (2007) – prowadzący seryjny program
- Kareena Kareena (2004) ... Special appearance
- Koffee with Karan (2004–2007) – gość (3 epizody)
- Idiota (1992) film TV – Pawan Raghujan
- Cyrk (1989) serial TV
- In Which Annie Gives It These Ones (1989) TV
- Doosra Keval (1989)
- Fauji (1988) Serial TV – Abhimanyu Rai
- Dil Dariya (1988)

## Producent filmowy
- 2013 „Pospieszny do Chennai”
- 2011 „Ra.One”
- 2011 „Student Of The Year”
- 2010 „Nazywam się Khan”
- 2008 „Billo Barber”
- 2007 „Om Shanti Om”
- 2005 „Czas zguby”
- 2005 „Sekret”
- 2004 „Jestem przy tobie”
- 2003 „Chalte Chalte – Blisko siebie”
- 2001 „Aśoka Wielki”
- 2000 „Moje serce bije po indyjsku”

## Śpiew bez playbacku w piosenkach filmowych
- Porozumiewanie się z Meeną poprzez piosenki – Pospieszny do Chennai (2013)
- „Apun Bola” – Namiętność (2000)
- „Ankhein Khuli” – Miłość żyje wiecznie (2000)
- „Khaike Paan Banaraswala” – Don (2006)
- „Ek Hockey Doongi Rakhke” – Naprzód, Indie! (2007)
- „Sattar Minute” – Naprzód, Indie! (2007)

## Nagrody, nominacje i wyróżnienia

### Nagrody Filmfare
Był 18 razy nominowany do Nagrody Filmfare dla Najlepszego Aktora, z tego 9 razy otrzymał tę nagrodę. Łącznie z nagrodami w innych kategoriach otrzymał już 15 statuetek Filmfare.
- 2011 – Nagroda Filmfare dla Najlepszego Aktora za Nazywam się Khan
- 2008 – Nagroda Filmfare dla Najlepszego Aktora za Naprzód, Indie!
- 2008 – nominowany do Nagrody Filmfare dla Najlepszego Aktora za Om Shanti Om
- 2007 – nominowany do Nagrody Filmfare dla Najlepszego Aktora za Nigdy nie mów żegnaj
- 2007 – nominowany do Nagrody Filmfare dla Najlepszego Aktora za Don
- 2005 – Nagroda Filmfare dla Najlepszego Aktora za Mój kraj
- 2005 – nominowany do Nagrody Filmfare dla Najlepszego Aktora za Veer-Zaara
- 2005 – nominowany do Nagrody Filmfare dla Najlepszego Aktora za Jestem przy tobie
- 2005 – Nagroda Filmfare Power
- 2004 – nominacja do Nagrody Filmfare dla Najlepszego Aktora za Gdyby jutra nie było
- 2004 – Nagroda Filmfare Power (razem z Amitabh Bachchanem)
- 2003 – Nagroda Filmfare dla Najlepszego Aktora za Devdas
- 2002 – Nominacja do Nagrody Filmfare dla Najlepszego Aktora za Czasem słońce, czasem deszcz
- 2002 – Nagroda „Filmfare Special Award Swiss Consulate Trophy”
- 2001 – Nagroda Filmfare Krytyków dla Najlepszego Aktora za Miłość żyje wiecznie
- 2001 – nominacja do Nagrody Filmfare dla Najlepszego Aktora za Miłość żyje wiecznie
- 2000 – nominacja do Nagrody Filmfare dla Najlepszego Aktora Komediowego w filmie Król serca
- 1999 – Nagroda Filmfare dla Najlepszego Aktora za Coś się dzieje
- 1999 – nominacja do Nagrody Filmfare za Najlepszą Rolę Negatywną w Sobowtór
- 1998 – Nagroda Filmfare dla Najlepszego Aktora za Serce jest szalone
- 1998 – nominacja do Nagrody Filmfare dla Najlepszego Aktora za Miłość czy pieniądze?
- 1996 – Nagroda Filmfare dla Najlepszego Aktora za Żona dla zuchwałych
- 1995 – Nagroda Filmfare za Najlepszą Rolę Negatywną za Anjaam
- 1994 – Nagroda Filmfare dla Najlepszego Aktora za Baazigar
- 1994 – Nagroda Filmfare Krytyków dla Najlepszego Aktora za Czasem tak, czasem nie
- 1994 – nominacja do Nagrody Filmfare dla Najlepszego Aktora za Czasem tak, czasem nie
- 1994 – nominacja do Nagrody Filmfare za Najlepszą Rolę Negatywną za Strach
- 1993 – Nagroda Filmfare za Najlepszy Debiut za Deewana

### Nagrody Star Screen
- 2011 – Nagroda publiczności za najlepszą rolę w Nazywam się Khan
- 2010 – Nagroda Star Screen dla Najlepszej Pary Dekady (wraz z Kajol)[7]
- 2008 – Nagroda Star Screen dla Najlepszego Aktora w Naprzód, Indie!
- 2008 – Nagroda Star Screen dla Pary nr 1: Shah Rukh Khan i Deepika Padukone w filmie Om Shanti Om
- 2007 – Nagroda Star Screen dla Pary nr 1: Shah Rukh Khan i Rani Mukerji w filmie Nigdy nie mów żegnaj
- 2005 – Nagroda Star Screen dla Najlepszego Aktora za rolę w Veer-Zaara
- 2005 – Nagroda Star Screen dla Pary nr 1: Shah Rukh Khan i Preity Zinta
- 2002 – Nagroda Star Screen dla Najlepszego Aktora za rolę w Devdas
- 2002 – Najlepsza para w kinie Indii: Shah Rukh Khan i Aishwarya Rai w filmie Devdas
- 2001 – Nagroda Star Screen dla Pary nr 1: Shah Rukh Khan i Kajol w filmie Czasem słońce, czasem deszcz
- 1995 – Nagroda Star Screen dla Najlepszego Aktora w Na drodze miłości
- 1995 – Nagroda Star Screen dla Najlepszego Aktora w Żona dla zuchwałych
- 1994 – Nagroda Star Screen za Najlepszą Rolę Negatywną w Anjaam
- 1993 – Nagroda Star Screen dla Najlepszego Aktora w Ryzykant
- 1993 – nominacja do Nagrody dla Najlepszego Aktora za Czasem tak, czasem nie
- 1993 – nominacja do Nagrody dla Najlepszego Aktora za Strach
- 1992 – Nagroda za Najlepszy Debiut Aktorski w Deewana

### Nagrody G.I.F.A.
- 2006 – najbardziej poszukiwany aktor w internecie
- 2006 – nominacja do nagrody dla najlepszego aktora za Nigdy nie mów żegnaj
- 2005 – nagroda dla najlepszego aktora za Mój kraj

### Nagrody Zee Cine
- 2011 – Nagroda Zee Cine dla Najlepszego Aktora w Nazywam się Khan
- 2008 – Nagroda Zee Icone, Nagroda Zee Cine dla Najlepszego Aktora w filmie Naprzód, Indie!
- 2007 – Nagroda Fun Cinema Entertainer of the year w Don
- 2005 – Nagroda Zee Cine dla Najlepszego Aktora w filmie Veer-Zaara
- 2004 – Superstar wśród mężczyzn w roku 2004
- 2003 – nominacja do nagrody dla najlepszego aktora w Sekret
- 2003 – Superstar 2003 roku w Gdyby jutra nie było
- 2002 – Nagroda Zee Cine dla Najlepszego Aktora w Devdas
- 1998 – Nagroda Zee Cine dla Najlepszego Aktora w Coś się dzieje
- 1997 – Nagroda Zee Cine dla Najlepszego Aktora w Serce jest szalone

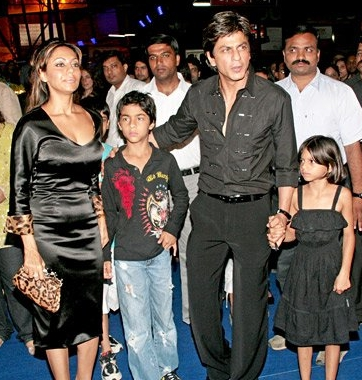
Shah Rukh Khan z żoną Gauri
i dziećmi Aryanem i Suhaną

### Nagrody Sansui Viewer’s Choice Movie Award
- 2004 – Gdyby jutra nie było
- 2002 – dla najlepszego aktora w Devdas
- 2001 – nagroda jury za najlepszą rolę w filmie Aśoka Wielki
- 2000 – dla najlepszego aktora w Miłość żyje wiecznie
- 1998 – dla najlepszego aktora w Coś się dzieje
- 1997 – dla najlepszego aktora w Serce jest szalone

### Nagrody Z Gold Bollywood Award
- 2002 – najlepsza rola w „Devdas”
- 1998 – najlepsza rola w „Coś się dzieje”

### IIFA Awards
- 2007 – najlepszy aktor w Naprzód, Indie!
- 2005 – nominacja do nagrody dla najlepszego aktora za Sekret
- 2004 – najlepszy aktor w Veer-Zaara
- 2002 – najlepszy aktor w Devdas
- 1999 – nagroda dla najpopularniejszego aktora

### AIFA Award
- 2001 – nagroda krytyków za najlepszą rolę w „Aśoka Wielki”
- 2001 – najlepszy aktor w „Czasem słońce, czasem deszcz”

### AFGA Award
- 2000 – najlepszy aktor w „Miłość żyje wiecznie”

### Planet Bollywood Nagroda Publiczności- przez Internet
- 2001 – najlepszy film „Aśoka Wielki”
- 2000 – najlepsza rola w „Miłość żyje wiecznie”

### Bollywood On Web Award
- 2001 – najlepsza rola w „Czasem słońce, czasem deszcz”

### MTV Immes Awards
- 2004 – najlepszy występ męski (w piosence „Tauba Tumhare Ishare” w filmie – „Chalte Chalte – Blisko siebie”)

### Miejsca w rankingu najpotężniejszych Indusów (India Today)
- 2005 19.[8]
- 2006 22.[9]
- 2007 16.
- 2008 6.[10]
- 2009 5.[11]

### Inne nagrody i wyróżnienia
- 2010 – najseksowniejszy użytkownik Twittera[12]
- 2010 – 1. miejsce w rankingu Bollywood Barometer wśród aktorów (eBay India)[12]
- 2010 Ogólnoświatowa Osobowość Świata Rozrywki i Mediów[12]
- 2010 – Indyjska Supergwiazda Dekady
- 2010 – Indyjski Aktor Dekady[12]
- 2010 – Nagroda dla Najpopularniejszego Aktora Roku w świecie arabskim (Zee Aflam)[12]
- 2010 – NDTV Profit C&B Award dla Ambasadora Roku branży samochodowej[12]
- 2009 – Najlepiej ubrana gwiazda Bollywood (Filmfare)[12]
- 2009 – Nagroda Fun Fearless Male of All Time (Cosmopolitan)[12]
- 2009 – honorowy ambasador kultury i turystyki Korei
- 2009 – honorowy czarny pas w taekwondo[13]
- 2009 – 42. miejsce na liście 50. najbardziej wpływowych osobistości (New Statesman)[14]
- 2009 – Doktorat honoris causa uniwersytetu w Bedfordshire
- 2008 – podobizna aktora wykonana z wosku znalazła się w Muzeum Grevin w Paryżu[15].
- 2008 – Malezyjski tytuł szlachecki (Datuk)
- 2008 – 41. miejsce w rankingu najbardziej wpływowych ludzi świata (Newsweek)[16]
- 2008 – Nagroda Max Stardust Awards dla Gwiazdy Roku
- 2007 – podobizna aktora nalazła się w Muzeum Figur Woskowych Madame Tussaud w Londynie
- 2007 – Najbardziej seksowny mężczyzna Azji (Eastern Eye)
- 2005 – Lions Award
- 2005 – MTV Youth Icon
- 2004 – Bollywood Star Ostatniego Dziesięciolecia (British Asian Guild Awards)
- 2004 – The Times umieszcza Khana liście 20 azjatyckich herosów[17]
- 2003 – Nagroda dla Najlepszego Studenta (St Columbus School, Dez 2003)
- 2002 – Rajiv Gandhi Award – Nagroda za Osiągnięcia w Dziedzinie Rozrywki
- 2001 – Najbardziej seksowny mężczyzna Azji (Jade Magazin)
- 1983 – Raman Subramanyam Award for Character, All Round Performance in Studies, Sports & Extra Curricular Activities